# 大阪保健医療大学
大阪保健医療大学（おおさかほけんいりょうだいがく、英語: Osaka Health Science University）は、大阪府大阪市北区天満1-9-27に本部を置く日本の私立大学。1895年創立、2009年大学設置。
略称はOHSU。設置者は学校法人福田学園。

## 概要
大阪市北区天満橋と彩都（国際文化公園都市）にキャンパスが設置される。充実したカリキュラムと豊富な実習、少人数制学習で、国家資格から就職まで徹底サポート。高い国家試験合格率を誇っている。
また注目が高まるリハビリテーション医療専門職を育成するために、専門知識（学問〉技術（実習）人間尊重（心）を重視した、きめ細やかで丁寧な教育を実践。 スポーツ分野でのリハビリテーションの技術探究やハンディキャップを負った人への支援事業等の取り組みを通じて、最先端の医学を社会に還元し続けている。 
大阪の中心地に位置し、最寄り駅から徒歩約10分以内と好アクセスのキャンパスのため、学校から実習施設への移動にも便利で、予習・復習など時間を有効に活用できる。
大学の歴史は浅いが、学校法人福田学園は創設から124年を迎え、絶えず科学や工学の発展に合わせ、時代とともに学びを更新し続けている。

## 沿革
- 1895年 - 創設者福田右馬太郎、大阪における文明開化の震源地である川口に隣接した本田にて、勤労者を対象に機械製図法を教える私塾、「製図夜学館」創立[2]。
- 1898年 - 私立学校として大阪府より認可。
- 1905年 - 右馬太郎、私塾から本格的教育機関とすることを決意。「私立大阪製図学館」へ校名変更し昼間・夜間授業を開始[2]。
- 1906年 - わが国初の製図通信教育を開始。樺太（サハリン）から台湾まで数多くの製図技術者を育成[2]。
- 1918年 - 西区本田から北区川崎町（現校地）へ移転[2]。
- 1932年 - 「大阪製図学校」へ校名変更[2]。
- 1951年 - 「大阪製図専門学校」へ校名変更。機械工学科、機械設計科、建築工学科、建築設計科新設[2]。
- 1964年 - 「大阪工業技術専門学校」へ校名変更[2]。
- 1965年 - 学校法人福田学園設立[2]。
- 1976年 - 専修学校として認可[2]。
- 1991年 - 文部省（現文部科学省）より「専修学校教育高度化開発研究委託」の指定を受ける[2]。
- 1995年 - 学園創立100周年式典を行う[2]。
- 1998年 - 学校法人福田学園理事会にて、理学療法士、作業療法士、言語聴覚士養成施設の設置が決定[2]。
- 1999年 - 厚生省（現厚生労働省）より理学療法士昼夜各40名、作業療法士昼夜各40名、言語聴覚士40名の養成施設として指定を受ける ISO14001の認証を取得[2]。
- 2000年 - 大阪リハビリテーション専門学校開校 理学療法学科Ⅰ・Ⅱ部、作業療法学科Ⅰ・Ⅱ部、言語聴覚学科Ⅰ部設置[2]。
- 2009年 - 大阪保健医療大学開学 理学療法学専攻：定員60名、作業療法学専攻：定員40名、言語聴覚専攻科：定員40名設置[2]。
- 2013年 - 大阪保健医療大学大学院開設 保健医療学研究科：定員6名設置[2]。
- 2014年 - 大阪保健医療大学 理学療法学専攻：定員70名、作業療法学専攻：定員30名に変更[2]。

## 設置学部・専攻科
- 保健医療学部
  - リハビリテーション学科
    - 理学療法学専攻
    - 作業療法学専攻
- 専攻科
  - 言語聴覚専攻科（4年制大学卒業者対象 2年課程）

## 所在地
- 1号館

〒530-0043 大阪市北区天満1-9-27
- 2号館

〒530-0043 大阪市北区天満1-17-3

## 交通

### 最寄り駅
- 天満橋駅（京阪本線・Osaka Metro谷町線）
- 大阪天満宮駅（JR東西線）
- 南森町駅（Osaka Metro谷町線・堺筋線）

## 系列校
- 大阪リハビリテーション専門学校
- 大阪工業技術専門学校